# United Namibians Party
Die United Namibians Party (UNP) ist eine politische Partei in Namibia. Sie wurde 2024 in Rundu von Parteipräsident Sakaria Likuwa gegründet und nimmt an der Parlamentswahl in Namibia 2024 teil.[veraltet]

## Wahlergebnisse
| Parlamentswahl | Stimmenanteile | Sitze |
| -------------- | -------------- | ----- |
| 2024           | 0,25 %         | 0/96  |